# Dmitrij Bagrjanov
Dmitrij Bagrjanov (* 18. prosince 1967 – 4. února 2015) byl ruský atlet, halový mistr Evropy ve skoku do dálky.
Na halovém mistrovství světa v roce 1991 obsadil v soutěži dálkařů sedmé místo. Stejného umístění dosáhl na olympiádě v Barceloně o rok později. Na jaře roku 1992 se stal halovým mistrem Evropy. Startoval také na evropském šampionátu v roce 1994, kde skončil pátý.